# Gadero Kaffi
Gadero Kaffi est une localité du Cameroun. Elle est située dans la région de l'Extrême-Nord à proximité de la frontière avec le Nigeria et à environ une dizaine de kilomètres de la ville de Kolofata,.

## Administration
Sur le plan administratif, le canton de Gadero Kaffi est placé sous l'arrondissement de Kolofata, du département du Mayo-Sava et de la région de l'Extrême-Nord.
Le canton en dehors du village de Gadero Kaffi proprement dit comprend les villages d'Agardawadji Iwarda, Alger Idrissa Koïsse, Dellé, Gadero Agardawadji Djoudoum, Gadero Djime, Gaderou Abbakourama, Zourou et Alger-Yalede.

## Population
En 1967, la population de Gadero était estimée à 498 habitants, essentiellement Kanouri, Gamergou et Arabes Choa.
En 2005, le troisième recensement général de la population et de l’habitat du Cameroun dénombre 1 670 habitants dans le canton de Gadero Kaffi, dont 659 habitants pour le village de Gadero Kaffi.